# Provinciile Iranului
Iran este împărțit în treizeci și una de provincii (persană الار Ostān), fiecare guvernat de un centru local, de obicei, cel mai mare oraș local, care se numește capitala (persană: مري, markaz) din provincia respectivă. Autoritatea provincială este condusă de un Guvernator general (persană: الاار Ostāndār), care este numit de  ministru de interne sub rezerva aprobării guelei.
| 1. Teheran 2. Qom 3. Markazi 4. Qazvīn 5. Gilan 6. Ardabil 7. Zanjan 8. Azarbaidjanul de Est 9. Azarbaidjanul de Vest 10. Kurdistan 11. Hamadān 12. Kermanshah 13. Īlām 14. Lorestān 15. Khūzestān | 1. Chahar Mahaal-o-Bakhtiari 2. Kohkiluyeh-o-Boyer Ahmad 3. Bushehr 4. Fars 5. Hormozgān 6. Sistan-o-Balouchestan 7. Kermān 8. Yazd 9. Esfahan 10. Semnan 11. Mazandaran 12. Golestan 13. Khorasan-e-shomali (de Nord) 14. Khorasan-e-razavi 15. Khorasan-e-jonubi (de sud) |  |

## Statistici
| Provincie                  | Capitală     | Suprafață                   | Populație  | Densitate (loc./km²)                                 | Shahrestan-uri (comitate) | Note | Hartă |
| -------------------------- | ------------ | --------------------------- | ---------- | ---------------------------------------------------- | ------------------------- | --- | ----- |
| Alborz                     | Karaj        | 5.833 km2 (2.252 mi2)       | 2.412.513  | 413,6 locuitori pe kilometru pătrat (1.071 loc./mi2) | 4                         | Până la 23 iunie 2010, Alborz a făcut parte din provincia Teheran. |       |
| Ardabil                    | Ardabil      | 17.800 km2 (6.900 mi2)      | 1.248.488  | 70,1 locuitori pe kilometru pătrat (182 loc./mi2)    | 9                         | Până în 1993, Ardabil a făcut parte din provincia Azerbaidjanul de Est. |       |
| Azerbaidjanul de Est       | Tabriz       | 45.650 km2 (17.630 mi2)     | 3.724.620  | 82,3 locuitori pe kilometru pătrat (213 loc./mi2)    | 19                        | |       |
| Azerbaidjanul de Vest      | Urmia        | 37.437 km2 (14.455 mi2)     | 3.080.576  | 78,8 locuitori pe kilometru pătrat (204 loc./mi2)    | 14                        | În timpul Dinastiei Pahlavi a fost cunoscut ca Rezaiyeh. |       |
| Bushehr                    | Bushehr      | 22.743 km2 (8.781 mi2)      | 1.032.949  | 45,4 locuitori pe kilometru pătrat (118 loc./mi2)    | 9                         | Inițial parte a provinciei Fars. Până în 1977, provincia a fost cunoscută ca Khalij-e Fars (Golful Persic). |       |
| Chahar Mahaal și Bakhtiari | Shahrekord   | 16.332 km2 (6.306 mi2)      | 895.263    | 54,8 locuitori pe kilometru pătrat (142 loc./mi2)    | 6                         | Până în 1973 a fost parte a provinciei Isfahan. |       |
| Fars                       | Shiraz       | 122.608 km2 (47.339 mi2)    | 4.596.658  | 37,5 locuitori pe kilometru pătrat (97 loc./mi2)     | 23                        | |       |
| Gilan                      | Rasht        | 14.042 km2 (5.422 mi2)      | 2.480.874  | 176,7 locuitori pe kilometru pătrat (458 loc./mi2)   | 16                        | |       |
| Golestan                   | Gorgan       | 20.195 km2 (7.797 mi2)      | 1.777.014  | 88,0 locuitori pe kilometru pătrat (228 loc./mi2)    | 11                        | Gorgan a purtat denumirea de Esteraba sau Astarabad până în 1937. |       |
| Hamadan                    | Hamadan      | 19.368 km2 (7.478 mi2)      | 1.758.268  | 90,8 locuitori pe kilometru pătrat (235 loc./mi2)    | 8                         | Inițial parte a provinciei Kermanshah. |       |
| Hormozgān                  | Bandar Abbas | 70.669 km2 (27.285 mi2)     | 1.578.183  | 22,3 locuitori pe kilometru pătrat (58 loc./mi2)     | 11                        | Inițial parte a provinciei Kerman. Până în 1977, provincia a fost cunoscută ca Banader va Jazayer-e Bahr-e Oman. |       |
| Ilam                       | Ilam         | 20.133 km2 (7.773 mi2)      | 557.599    | 27,7 locuitori pe kilometru pătrat (72 loc./mi2)     | 7                         | Inițial parte a provinciei Kermanshah. |       |
| Isfahan                    | Isfahan      | 107.029 km2 (41.324 mi2)    | 4.879.312  | 45,6 locuitori pe kilometru pătrat (118 loc./mi2)    | 21                        | În 1986, unele părți din provincia Markazi au fost transferate provinciilor Isfahan, Semnan, și Zanjan. |       |
| Kerman                     | Kerman       | 180.836 km2 (69.821 mi2)    | 2.938.988  | 16,3 locuitori pe kilometru pătrat (42 loc./mi2)     | 14                        | |       |
| Kermanshah                 | Kermanshah   | 24.998 km2 (9.652 mi2)      | 1.945.227  | 77,8 locuitori pe kilometru pătrat (202 loc./mi2)    | 13                        | Între 1950 și 1979, Kermanshah a purtat numele de Kermanshahan și între 1979 și 1995 Bakhtaran. |       |
| Khorasan, Nord             | Bojnourd     | 28.434 km2 (10.978 mi2)     | 867.727    | 30,5 locuitori pe kilometru pătrat (79 loc./mi2)     | 6                         | Pe 29 septembrie 2004, Khorasan a fost împărțită în trei provincii. Khorasanul de Nord, Razavi Khorasan și Khorasanul de Sud.                                                                                        |       |
| Khorasan, Razavi           | Mashhad      | 144.681 km2 (55.862 mi2)    | 5.994.402  | 41,4 locuitori pe kilometru pătrat (107 loc./mi2)    | 29                        | Pe 29 septembrie 2004, Khorasan a fost împărțită în trei provincii. Khorasanul de Nord, Razavi Khorasan și Khorasanul de Sud.                                                                                        |       |
| Khorasan, Sud              | Birjand      | 69.555 km2 (26.855 mi2)     | 662.534    | 9,5 locuitori pe kilometru pătrat (25 loc./mi2)      | 8                         | Pe 29 septembrie 2004, Khorasan a fost împărțită în trei provincii. Khorasanul de Nord, Razavi Khorasan și Khorasanul de Sud.                                                                                        |       |
| Khuzestan                  | Ahvaz        | 64.055 km2 (24.732 mi2)     | 4.345.607  | 67,8 locuitori pe kilometru pătrat (176 loc./mi2)    | 18                        | |       |
| Kohgiluyeh și Boyer-Ahmad  | Yasuj        | 15.504 km2 (5.986 mi2)      | 658.629    | 42,5 locuitori pe kilometru pătrat (110 loc./mi2)    | 5                         | În trecut parte a provinciei Khuzestan. Până în 1990, provincia a fost cunoscută sub denumirea Bovir Ahmadi and Kohkiluyeh.                                                                                          |       |
| Kurdistan                  | Sanandaj     | 29.137 km2 (11.250 mi2)     | 1.493.645  | 51,3 locuitori pe kilometru pătrat (133 loc./mi2)    | 9                         | În trecut parte a provinciei Gilan. |       |
| Lorestan                   | Khorramabad  | 28.294 km2 (10.924 mi2)     | 1.754.243  | 62,0 locuitori pe kilometru pătrat (161 loc./mi2)    | 9                         | În trecut parte a provinciei Khuzestan. |       |
| Markazi                    | Arak         | 29.130 km2 (11.250 mi2)     | 1.413.959  | 48,5 locuitori pe kilometru pătrat (126 loc./mi2)    | 10                        | În trecut parte a provinciei Mazandaran. În 1986, unele părți din provincia Markazi au fost transferate în provinciile Isfahan, Semnan și Zanjan.                                                                    |       |
| Mazandaran                 | Sari         | 23.701 km2 (9.151 mi2)      | 3.073.943  | 129,7 locuitori pe kilometru pătrat (336 loc./mi2)   | 15                        | |       |
| Qazvin                     | Qazvin       | 15.549 km2 (6.004 mi2)      | 1.201.565  | 77,3 locuitori pe kilometru pătrat (200 loc./mi2)    | 5                         | Pe 31 decembrie 1996, shahrestanurile Qazvin și Takestan au fost separate de provincia Zanjan pentru a forma provincia Qazvin.                                                                                       |       |
| Qom                        | Qom          | 11.526 km2 (4.450 mi2)      | 1.151.672  | 99,9 locuitori pe kilometru pătrat (259 loc./mi2)    | 1                         | Până în 1995, Qom a fost shahrestan a provinciei Tehran. |       |
| Semnan                     | Semnan       | 97.491 km2 (37.641 mi2)     | 631.218    | 6,5 locuitori pe kilometru pătrat (17 loc./mi2)      | 4                         | În trecut parte a provinciei Mazandaran province. În 1986, unele părți din provincia Markazi au fost transferate în provinciile Isfahan, Semnan și Zanjan.                                                           |       |
| Sistan și Baluchestan      | Zahedan      | 181.785 km2 (70.188 mi2)    | 2.534.327  | 13,9 locuitori pe kilometru pătrat (36 loc./mi2)     | 8                         | Până în 1986, provincia a fost cunoscută sub denumirea Baluchestan and Sistan. |       |
| Teheran                    | Teheran      | 18.814 km2 (7.264 mi2)      | 12.183.391 | 647,6 locuitori pe kilometru pătrat (1.677 loc./mi2) | 13                        | Până în 1986, Tehran a făcut parte din provincia Markazi. |       |
| Yazd                       | Yazd         | 129.285 km2 (49.917 mi2)    | 1.074.428  | 8,3 locuitori pe kilometru pătrat (21 loc./mi2)      | 10                        | În trecut parte a provinciei Isfahan. În 1986, parte a provinciei Kerman a fost transferată provinciei Yazd. În 2002, shahrestanul Tabas (suprafață: 55.344 km²) a fost transferat de la provincia Khorasan la Yazd. |       |
| Zanjan                     | Zanjan       | 21.773 km2 (8.407 mi2)      | 1.015.734  | 46,6 locuitori pe kilometru pătrat (121 loc./mi2)    | 7                         | În trecut parte a provinciei Gilan. În 1986, unele părți din provincia Markazi au fost transferate provinciilor Isfahan, Semnan și Zanjan.                                                                           |       |
| Iran (Total)               | Teheran      | 1.628.554 km2 (628.788 mi2) | 75.149.669 | 46,1 locuitori pe kilometru pătrat (119 loc./mi2)    | 342                       | |       |